# Việt Nam năm 2021
Dưới đây là sự kiện trong năm tại Việt Nam 2021.

## Đương nhiệm
| Ảnh           | Vị trí            | Tên                 |
| ------------- | ----------------- | ------------------- |
|               | Tổng bí thư       | Nguyễn Phú Trọng    |
| Chủ tịch nước |                   | Nguyễn Phú Trọng    |
|               | Thủ tướng         | Nguyễn Xuân Phúc    |
|               | Chủ tịch Quốc hội | Nguyễn Thị Kim Ngân |

## Sự kiện

### Diễn ra trong năm
- Đợt sắp xếp, sáp nhập đơn vị hành chính tại Việt Nam 2019–2021
- Đại dịch COVID-19 tại Việt Nam (dòng thời gian năm 2021)
- Năm Du lịch quốc gia 2021
- Giải bóng đá Vô địch Quốc gia 2021
- Giải bóng đá Hạng Nhất Quốc gia 2021

### Tháng 1
- 9 tháng 1: Siêu cúp Bóng đá Quốc gia 2020 tổ chức tại Hà Nội, câu lạc bộ bóng đá Hà Nội lần thứ 4 giành chức vô địch.
- 11 tháng 1: Việt Nam công bố Hoàn thành đề án Số hóa Truyền dẫn, phát sóng Truyền hình Mặt đất đến năm 2020.
- 25 tháng 1 – 1 tháng 2: Đại hội Đại biểu Toàn quốc lần thứ XIII.
- 31 tháng 1: Nguyễn Phú Trọng được tái đề cử làm Tổng bí thư cho nhiệm kì thứ ba.[1]

### Tháng 3
- 15 tháng 3: Khởi công Cung thiếu nhi Hà Nội mới.[2]

### Tháng 5
- 23 tháng 5: Bầu cử Quốc hội Việt Nam khóa XV

### Tháng 7
- 23 tháng 7–2 tháng 8: Việt Nam tham dự Thế vận hội Mùa hè 2020

### Tháng 8
- 24 tháng 8–5 tháng 9: Việt Nam tham gia Thế vận hội Người khuyết tật Mùa hè 2020.

### Tháng 11
- 11 tháng 11: Số ca mắc COVID-19 tại Việt Nam vượt mốc 1 triệu kể từ đầu dịch.[3]
- 14 tháng 11: Chung kết Đường lên đỉnh Olympia năm thứ 21.

### Tháng 12
- 22 tháng 12: Vụ án hành hạ bé gái 8 tuổi.

## Mất

### Tháng 1

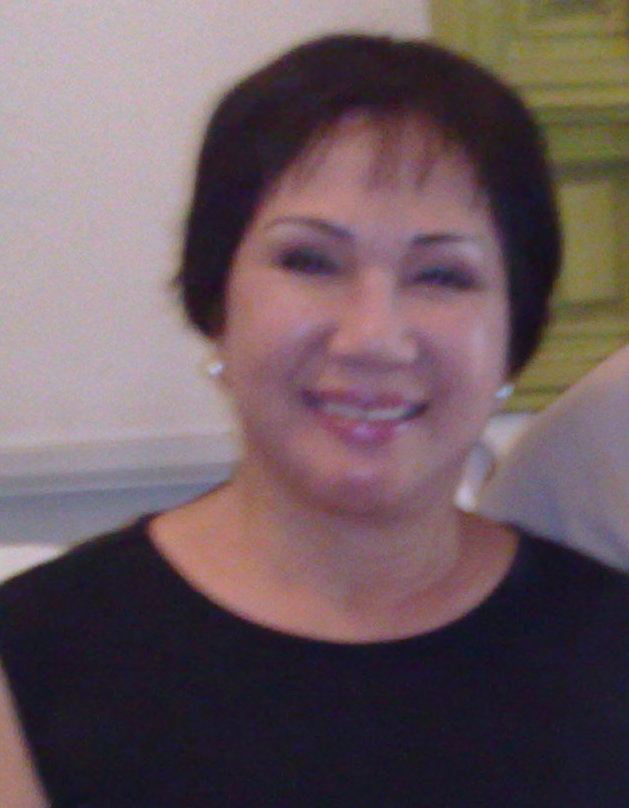
Lệ Thu
(1943 – 2021)

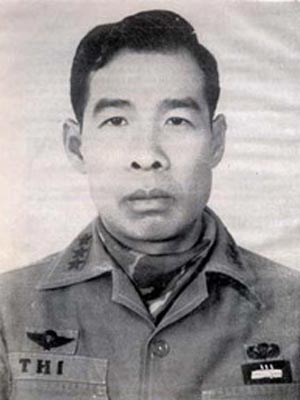
Lâm Quang Thi
(1932 – 2021)

- 3 tháng 1: Trần Quốc Lịch, 85, tướng lĩnh Quân lực Việt Nam Cộng hòa
- 4 tháng 1: Đinh Văn Bồng, 74, sĩ quan
- 5 tháng 1: Nguyễn Quang Riệu, 88, nhà vật lý thiên văn
- 7 tháng 1: Nguyễn Vĩnh Bảo, 102, nhạc sĩ người Việt Nam
- 15 tháng 1: Lệ Thu, 77, ca sĩ.[4]
- 16 tháng 1: Nguyễn Phúc Phương Mai, 83, con gái của Bảo Đại và Nam Phương hoàng hậu
- 19 tháng 1: Lâm Quang Thi, 88, tướng lĩnh gốc Pháo binh của Quân lực Việt Nam Cộng hòa
- 27 tháng 1:
  - Lịch Du, 80, diễn viên điện ảnh, nhà biên kịch
  - Trung Kiên, 81, nghệ sĩ
  - Phạm Hồng Cư, 94, Trung tướng
- 31 tháng 1: Kim Giác, 84, nghệ sĩ cải lương

### Tháng 2

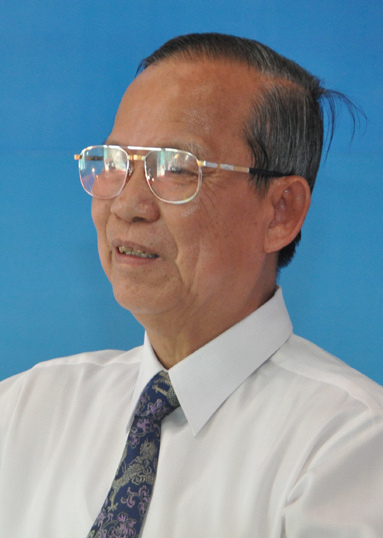
Trương Vĩnh Trọng
(1942 – 2021)

- 3 tháng 2: Phùng Bá Thường, 97, Thiếu tướng
- 8 tháng 2: Hồ Bắc, 90, nhạc sĩ
- 10 tháng 2: Quốc Anh, 72, ca – nhạc sĩ
- 11 tháng 2: Trần Quang Bình, 74–75, Trung tướng Công an nhân dân Việt Nam
- 14 tháng 2:
  - Hoàng Dũng, 64, nghệ sĩ
  - Nguyễn Tài Thu, 89, giáo sư, bác sĩ
- 19 tháng 2: Trương Vĩnh Trọng, 78, chính trị gia
- 27 tháng 2: Nguyễn Chân, 91, chính trị gia
- 28 tháng 2:
  - Lê An, 84, sĩ quan cao cấp của Quân đội nhân dân Việt Nam
  - Trần Tiến Cung, 92–93, sĩ quan

### Tháng 3
- 4 tháng 3: Trần Hạnh, 91, nghệ sĩ sân khấu và truyền hình
- 18 tháng 3: Lê Hằng, 85, ca sĩ
- 20 tháng 3: Nguyễn Huy Thiệp, 70, nhà văn

### Tháng 4
- 8 tháng 4: Phạm Vũ Hồng, 59–60, chính trị gia
- 16 tháng 4: Phượng Vũ, 73, ca sĩ, nhạc sĩ
- 18 tháng 4: Chung Tấn Phát, 88, tướng lĩnh Bộ binh của Quân lực Việt Nam Cộng hòa
- 20 tháng 4: Hoàng Nhuận Cầm, 69, nhà thơ
- 21 tháng 4: Lê Hoài Thanh, 70–71, sĩ quan

### Tháng 5
- 7 tháng 5:
  - Lê Hồng Phương, 67, chính trị gia
  - Lê Thụy Hải, 75, cầu thủ, huấn luyện viên bóng đá
- 14 tháng 5: Khánh Ngọc, 84, ca sĩ, diễn viên
- 19 tháng 5: Nhật Dũng, 40, nhà thiết kế áo dài

### Tháng 6

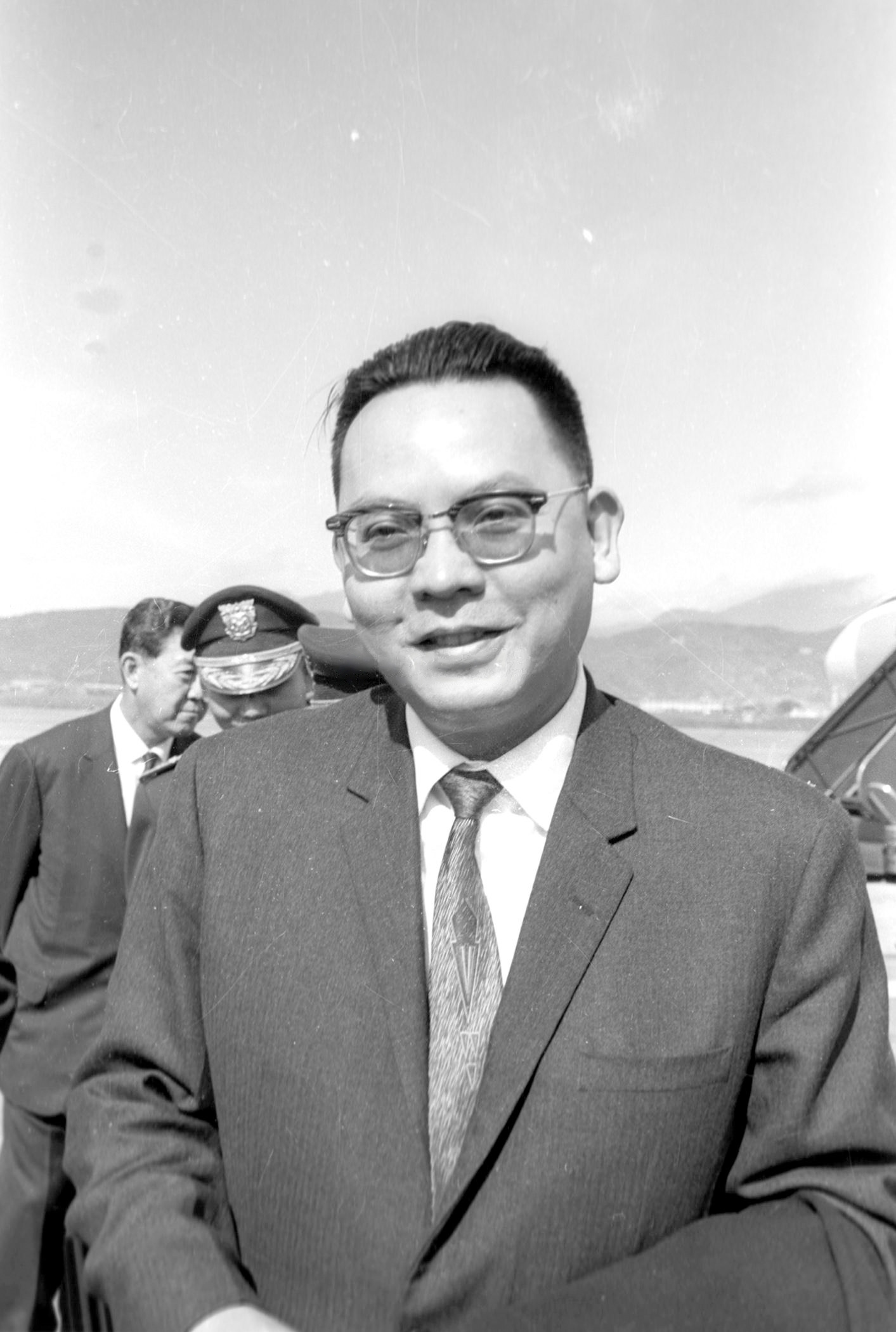
Trần Thiện Khiêm
(1925 – 2021)

- 2 tháng 6: Phạm Duy Tân, 87–88, sĩ quan
- 3 tháng 6: Nguyễn Minh Hà, 63, bác sĩ, sĩ quan
- 5 tháng 6: Nguyễn Thu Thủy, 44, hoa hậu
- 13 tháng 6: Lê Cung Bắc, 75, diễn viên, đạo diễn
- 24 tháng 6: Trần Thiện Khiêm, 95, Thủ tướng Việt Nam Cộng hòa
- 25 tháng 6: Nguyễn Văn Lập, 93–94, quân nhân

### Tháng 7
- 22 tháng 7: Sơn Tùng, 92, nhà văn
- 26 tháng 7:
  - Vũ Trọng Kính, 91–92, bác sĩ, sĩ quan cao cấp của Quân đội nhân dân Việt Nam
  - Nguyễn Hồng Sinh, 67–68, sĩ quan cao cấp của Quân đội nhân dân Việt Nam
- 30 tháng 7: Đỗ Vinh Quang, 64–65, tướng lĩnh của Quân đội nhân dân Việt Nam
- 31 tháng 7: Nhất Tuấn, 85–86, nhà thơ

### Tháng 8
- 1 tháng 8: Mai Đại Từ, 72–73, sĩ quan cao cấp của Quân đội nhân dân Việt Nam
- 3 tháng 8: Đỗ Quang Em, 78, họa sĩ
- 4 tháng 8: Giang Còi, 58, nghệ sĩ hài
- 12 tháng 8:
  - Lê Văn Tĩnh, 85, nhà giáo, đạo diễn
  - Việt Quang, 44, ca sĩ, nhạc sĩ, diễn viên
- 14 tháng 8: Quốc Trụ, 80, nhà giáo, nghệ sĩ opera
- 15 tháng 8:
  - Vũ Hạnh, 95, nhà văn
  - Châu Hà, 86, ca sĩ
- 25 tháng 8:
  - Bạch Mai, 72, soạn giả và nghệ sĩ cải lương
  - Triệu Thị Chơi, 75, nhà giáo, nghệ nhân
  - Phùng Văn Khầu, 90–91, Anh hùng lực lượng vũ trang nhân dân
- 26 tháng 8: Nguyễn Thanh Dũng, 71–72, sĩ quan

### Tháng 9

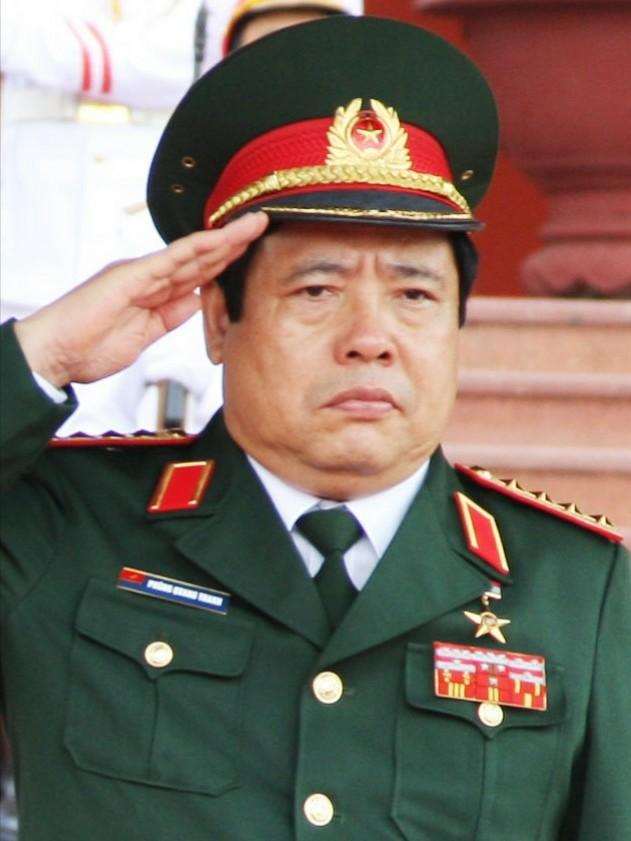
Phùng Quang Thanh
(1949 – 2021)

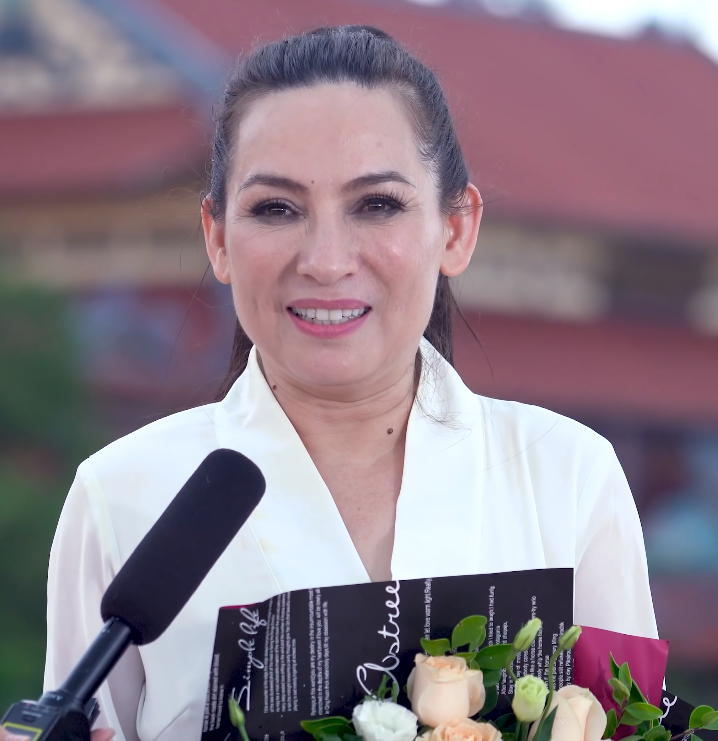
Phi Nhung
(1970 – 2021)

- 5 tháng 9: Thế Bình, 66, Trung tá, diễn viên
- 11 tháng 9:
  - Phùng Quang Thanh, 72, Đại tướng
  - Hoàng Vĩnh Giang, 75, nhà hoạt động thể thao
  - Mai Phước Liệu, 70–71, sĩ quan cao cấp của Quân đội nhân dân Việt Nam
- 15 tháng 9: Ngô Mạnh Lân, 86, họa sĩ, đạo diễn
- 21 tháng 9: Trương Hán Minh, 69, họa sĩ, nghệ nhân
- 23 tháng 9: Nguyễn Văn Trung, 74–75, quân nhân của Quân đội nhân dân Việt Nam
- 25 tháng 9: Đặng Văn Việt, 101, trung tá
- 28 tháng 9: Phi Nhung, 51, ca sĩ
- 30 tháng 9: Vũ Khiêu, 105, học giả nghiên cứu về văn hóa Việt Nam

### Tháng 10

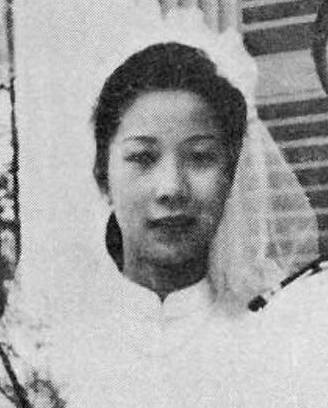
Nguyễn Thị Mai Anh
(1930 – 2021)

- 10 tháng 10: Phạm Phi Hùng, 87, sĩ quan cao cấp của Quân đội nhân dân Việt Nam
- 15 tháng 10: Nguyễn Thị Mai Anh, 91, phu nhân của Tổng thống Việt Nam Cộng hòa Nguyễn Văn Thiệu
- 21 tháng 10:
  - Thích Phổ Tuệ, 104, tu sĩ Phật giáo
  - Trần Cảnh Đôn, 62, đạo diễn
- 24 tháng 10: Bùi Diễm, 98, chính trị gia
- 26 tháng 10: Vũ Hướng, 86–87, Phó giáo sư âm nhạc

### Tháng 11
- 2 tháng 11: Vũ Hải, sĩ quan cấp cao trong Quân đội nhân dân Việt Nam
- 22 tháng 11: Vũ Quốc Thúc, 101, giáo sư, nhà kinh tế học và chính trị gia
- 25 tháng 11: Nguyễn Hồng Nhị, 84, sĩ quan cao cấp của Quân đội nhân dân Việt Nam
- 27 tháng 11: Nguyễn Tiến, 68, nhạc sĩ
- 28 tháng 11: Trần Doãn Kỷ, 93–94, sĩ quan cao cấp của Quân đội nhân dân Việt Nam

### Tháng 12

Phú Quang
(1949 – 2021)

- 8 tháng 12: Phú Quang, 72, nhạc sĩ
- 22 tháng 12
  - Nguyễn Hiền, 91, sĩ quan cao cấp của Quân đội nhân dân Việt Nam
  - Nguyễn Thái Vân An, 8, học sinh
- 23 tháng 12: Thanh Kim Huệ, 67, nghệ sĩ cải lương
- 26 tháng 12: Trúc Thông, 81, nhà thơ
- 30 tháng 12: Trần Quang Hải, 77, nhạc sư, mất tại Pháp